# Мудрые парни
«Мудрые парни» (англ. The Alto Knights) — американский художественный фильм режиссёра Барри Левинсона по сценарию Николаса Пиледжи. Роберт Де Ниро исполнил в фильме две роли боссов мафии 1950-х годов Вито Дженовезе и Фрэнка Костелло.
Премьера фильма состоялась 21 марта 2025 года.

## Сюжет
Вито Дженовезе и Фрэнк Костелло — конкурирующие боссы итало-американской мафии, и Дженовезе заказывает убийство Костелло. Костелло выживает, но получает ранение при покушении и в итоге решает уйти из мафии.

## В ролях
| Актёр           | Роль                            |
| --------------- | ------------------------------- |
| Роберт Де Ниро  | Вито Дженовезе и Фрэнк Костелло |
| Дебра Мессинг   | жена Фрэнка Бобби Костелло      |
| Катрин Нардуччи | жена Вито Анна Дженовезе        |
| Космо Джарвис   | Винсент Джиганте                |

## Производство
Работа над фильмом велась ещё с 1970-х годов, но в течение десятилетий от него отказывались все крупные студии. Компания Warner Bros. Pictures начала работу над фильмом в мае 2022 года и дала производству зелёный свет в августе. Николас Пиледжи написал сценарий, а Барри Левинсон выступил режиссёром фильма. Роберт Де Ниро сыграл в фильме две роли. В октябре 2022 года к актёрскому составу присоединились Дебра Мессинг и Катрин Нардуччи. В январе 2023 года к актёрскому составу присоединился Космо Джарвис.
При съёмках в фильме использовались виниловые плёнки на легковых и грузовых автомобилях 1950-х годов, чтобы придать им новый вид. Съёмки проходили в декабре 2022 года в Огайо. В ходе съёмок была перекрыта часть шоссе US 35 в округе Грин, а также шоссе SR 123 около Цинциннати, после чего они переместились в пригород.
Премьера фильма запланирована на 15 ноября 2024 года. Первоначально премьера должна была состоятся 2 февраля 2024 года. Однако 24 октября 2023 года Variety сообщила, что из-за забастовки SAG-AFTRA в 2023 году компания Warner рассматривает возможность отложить выход фильма до 2025 года вместе с «Битлджусом Битлджусом». Через три дня релиз был официально перенесён на 15 ноября 2024 года.

## Выход
Премьера фильма состоялась 21 марта 2025.

## Отзывы и оценки
В рецензии для Variety Питер Дебрюге пишет: «Несмотря на то, что перед камерой Данте Спинотти не наблюдается недостатка в вымогательствах и других зрелищных моментах, тон фильма явно менее гламурен, чем у типичного гангстерского кино. … В отличие от „Ирландца“, который неубедительно состарил актёров с помощью отвлекающего CGI, этот фильм полагается на грим, чтобы преобразить Де Ниро в нужный момент. Такой подход работает лучше, меньше вмешиваясь в игру маэстро, а ловкость рук позволяет актёру в нескольких сценах предстать напротив самого себя. Если и были какие-то сомнения в величии Де Ниро, то они развеялись в этих противостояниях лицом к лицу. Ни одна звезда не смогла бы так эффективно противостоять Де Ниро. Эти сюрреалистические поединки выходят за рамки двух персонажей, охватывая весь диапазон фильмографии, из которой, кажется, нет выхода на пенсию, только смелые риски в конце карьеры от профессионального игрока».
Лаура Веннинг в рецензии для журнала Empire пишет: «Всё это похоже на красиво сделанный фильм в стиле Скорсезе-лайт, но сделанный с удовольствием, как будто погружаешься в потёртое, но очень любимое кресло. … Де Ниро играет типично солидную, властную роль большого босса Фрэнка, но ему явно больше нравится жевать декорации под слоями протезов в роли непостоянного Вито… Временами неуклюжий и ретроградный, но в той же манере, что и история, рассказанная дедушкой или бабушкой, The Alto Knights напоминают нам, что Де Ниро всегда будет величайшим гангстером в кино».